# Betamax
Betamax (cunoscut și sub numele de Beta, ca în logo-ul său) este un format (un standard) pentru înregistrări video, introdus de compania Sony în 1975, care utilizează o bandă magnetică de 12,7 mm  (o jumătate de țol) lățime. Betamax, folosit de companiile Sony, Toshiba și Pioneer, a pierdut lupta pentru piața video japoneză în fața companiei JVC, care a lansat filme în formatul VHS. Aici nu calitatea a câștigat, sistemul Betamax fiind derivat dintr-unul profesional, ci sistemul cu marketingul superior - VHS. Bătălia a durat 10 ani.